# Grijze duinen

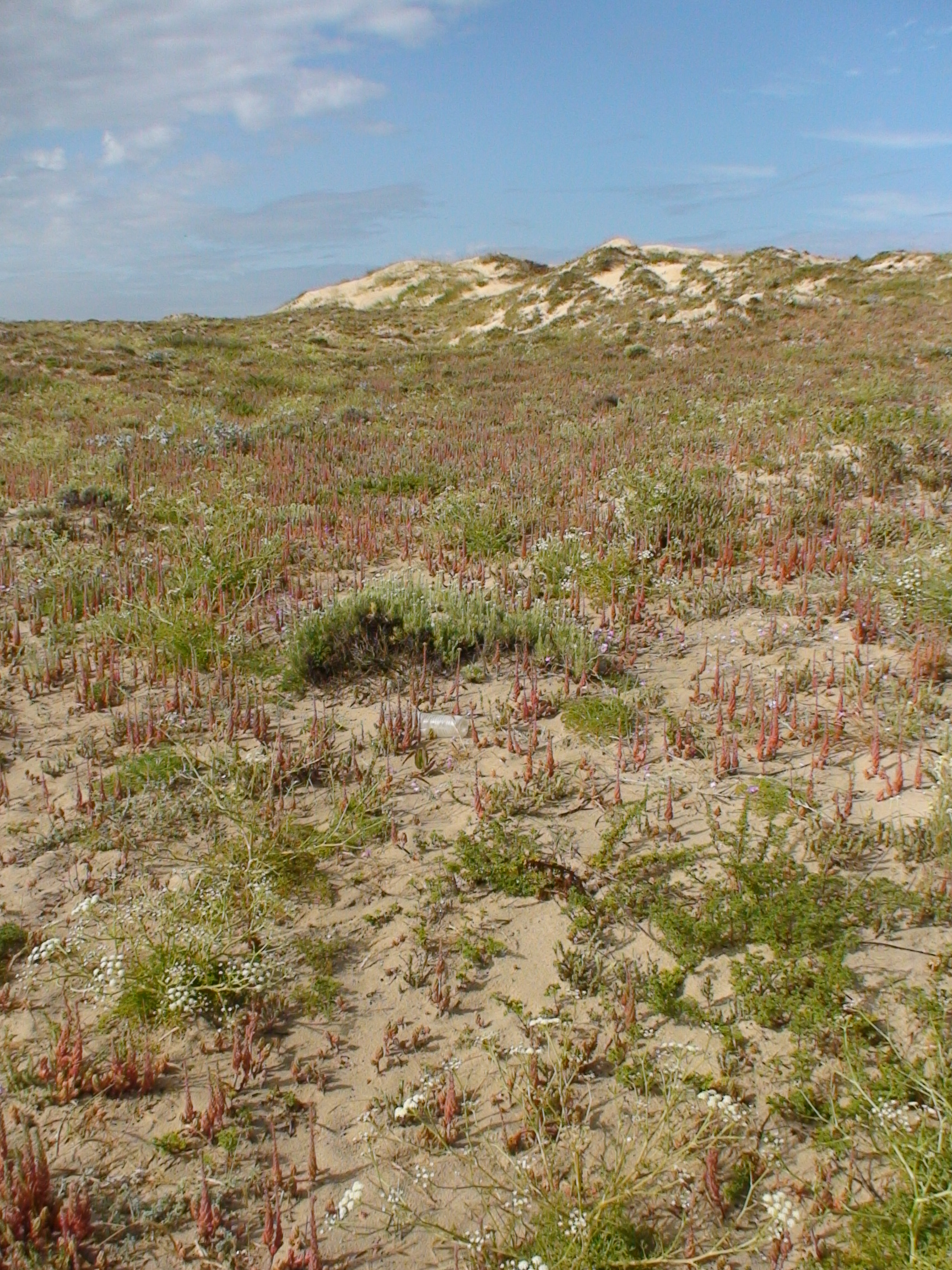
Grijze duinen in Portugal

Grijze duinen zijn vaste, stabiele zandduinen die zijn bedekt met een continue laag kruidachtige vegetatie. Deze duinen bevinden zich doorgaans op 50–100 m van de kust.
Grijze duinen ontstaan achter de zeereep op plekken waar de door de wind veroorzaakt dynamiek voldoende laag is voor het ontstaan van met soortenrijke begroeiingen van laagblijvend kruiden, mossen en korstmossen. De bodemvorming heeft een grijze kleur, vandaar de naam van het habitattype. Ze zijn meestal bijzonder rijk aan plantensoorten.
Het vegetatiemozaïek met windgaten van 'kaal zand' speelt een belangrijke sleutelrol in de ecologie van de syntaxa die typerend zijn voor grijze duinen. Door verstuiving van zand uit deze windgaten behouden veel van deze typische syntaxa hun pionierende karakter. Daarnaast zijn de windgaten dikwijls niet echt 'kaal'; vaak is er een algenlaag aanwezig waar tal van karakteristieke micro-organismen leven zoals verscheidene Tychonema- en Oscillatoria-soorten op de meest dynamische stuifplekken en Klebsormidium flaccidum op de iets stabielere stuifplekken.
De grijze duinen bestaan uit drie subtypen:
- kalkrijk
- kalkarm
- heischraal